# Joan Pusalgues
Joan Pusalgues (Gombreny, 1690 - Sant Joan de les Abadesses, 1770) fou mestre de capella, compositor i organista català.
Va exercir els magisteri de la capella de la col·legiata de Sant Joan de les Abadesses entre 1714 i 1760 i també l'organistia, entre 1760 i 1770. La seva presència fou requerida per participar en diversos tribunals d'oposicions. El 27 de juny de 1759, juntament amb Josep Carcoler i Ignasi Subies (organista de la Seu de Vic), formà part del tribunal que adjudicà l'organistia de Sant Esteve d'Olot a Josep Castelló.
Es conserven obres seves a la Biblioteca Nacional de Catalunya i als fons musicals CMar (Fons de l'església parroquial de Sant Pere i Sant Pau de Canet de Mar) i SEO (Fons de l'església parroquial de Sant Esteve d'Olot).